# 東久邇宮

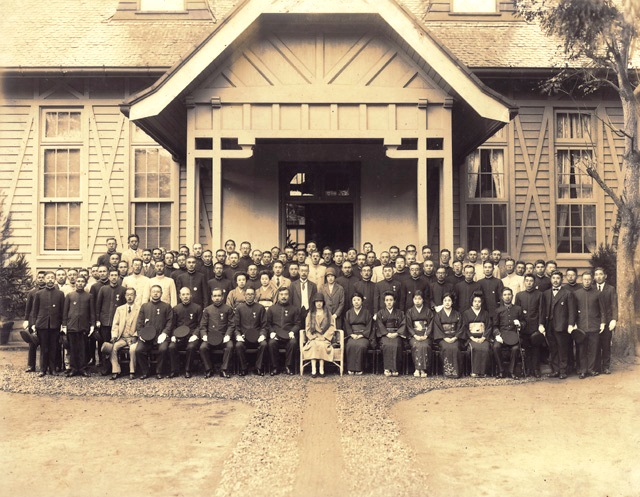
1931年東久邇妃等於臺灣角板山賓館

東久邇宮是久邇宮朝彦親王的第9子稔彦王在明治時代後期創立的宮家。兒子盛厚王與昭和天皇長女成子內親王有姻親關係。
第二次世界大戰後，日本投降，盟軍軍事佔領日本。1947年，因駐日盟軍總司令部（GHQ）指示，伏見宮、閑院宮、山階宮、北白川宮、梨本宮、久邇宮、賀陽宮、東伏見宮、朝香宮、東久邇宮、竹田宮等11個宮家之宗室子弟皆被臣籍降下，賜姓罷為庶人。

## 構成者一覽
- 當主—稔彦王
- 王妃—妃聰子

### 子女
依誕降順序列出
- 東久邇盛厚（陸軍少佐）——（妻）成子
  - 信彦王（長孫）
- 師正王（次男）
- 彰常王（三男）
- 俊彦王（四男）

## 關連項目
- 東久邇宮家舊藏本源氏物語